# Kabinet-Benjamin Harrison
Het kabinet–Benjamin Harrison was de uitvoerende macht van de Amerikaanse overheid van 4 maart 1889 tot 4 maart 1893. Voormalig Senator voor Ohio Benjamin Harrison van de Republikeinse Partij, een voormalig generaal tijdens de Amerikaanse Burgeroorlog en een kleinzoon van voormalig president William Henry Harrison werd gekozen als de 23e president van de Verenigde Staten na het winnen van de presidentsverkiezingen van 1888 over de kandidaat van de Democratische Partij zittend president Grover Cleveland uit New York. Harrison werd verslagen voor een tweede termijn in 1892 door de Democratische kandidaat, zijn rivaal van de vorige verkiezing, voormalig president Grover Cleveland.
| Nr.     | Functie(s) | Functie(s)                            | Ambtsbekleder                 | Ambtsbekleder                             | Ambtstermijn     | Ambtstermijn     | Partij(en) |
| ------- | ---------- | ------------------------------------- | ----------------------------- | ----------------------------------------- | ---------------- | ---------------- | ---------- |
| 23      |            | President van de Verenigde Staten     | Benjamin Harrison             | Benjamin Harrison (1833–1901)             | 4 maart 1889     | 4 maart 1893     | R          |
| 22      |            | Vicepresident van de Verenigde Staten | Levi Morton                   | Levi Morton (1824–1920)                   | 4 maart 1889     | 4 maart 1893     | R          |
| Kabinet |            |                                       |                               |                                           |                  |                  |            |
| Nr.     | Functie(s) | Functie(s)                            | Ambtsbekleder                 | Ambtsbekleder                             | Ambtstermijn     | Ambtstermijn     | Partij(en) |
| 30      |            | Minister van Buitenlandse Zaken       | Thomas Bayard I               | Thomas Bayard I (1828–1898)               | 8 maart 1885     | 8 maart 1889     | D          |
| 31      |            | Minister van Buitenlandse Zaken       | James Blaine                  | James Blaine (1830–1893)                  | 8 maart 1889     | 4 juni 1892      | R          |
| [ 3 ]   |            | Minister van Buitenlandse Zaken       | William Wharton               | William Wharton (1847–1919)               | 4 juni 1892      | 29 juni 1892     | R          |
| 32      |            | Minister van Buitenlandse Zaken       | John Foster                   | John Foster (1836–1917)                   | 29 juni 1892     | 23 februari 1893 | R          |
| [ 3 ]   |            | Minister van Buitenlandse Zaken       | William Wharton               | William Wharton (1847–1919)               | 23 februari 1893 | 8 maart 1893     | R          |
| 39      |            | Minister van Financiën                | William Windom                | William Windom (1827–1891)                | 4 maart 1889     | 29 januari 1891  | R          |
|         |            | Minister van Financiën                | Vacant                        |                                           |                  |                  |            |
| 40      |            | Minister van Financiën                | Charles Foster                | Charles Foster (1828–1904)                | 25 februari 1891 | 4 maart 1893     | R          |
| 37      |            | Minister van Oorlog                   | Redfield Proctor              | Redfield Proctor (1831–1908)              | 4 maart 1889     | 5 november 1891  | R          |
|         |            | Minister van Oorlog                   | Vacant                        |                                           |                  |                  |            |
| 38      |            | Minister van Oorlog                   | Stephen Elkins                | Stephen Elkins (1841–1911)                | 17 december 1891 | 4 maart 1893     | R          |
| 32      |            | Minister van de Marine                | Benjamin Tracy                | Benjamin Tracy (1830–1915)                | 4 maart 1889     | 4 maart 1893     | R          |
| 39      |            | Minister van Justitie                 | William Henry Harrison Miller | William Henry Harrison Miller (1840–1817) | 4 maart 1889     | 4 maart 1893     | R          |
| 17      |            | Minister van Binnenlandse Zaken       | William Vilas                 | William Vilas (1840–1908)                 | 16 januari 1888  | 8 maart 1889     | D          |
| 18      |            | Minister van Binnenlandse Zaken       | John Noble                    | John Noble (1831–1912)                    | 8 maart 1889     | 4 maart 1893     | R          |
| 2       |            | Minister van Landbouw                 | Jeremiah Rusk                 | Jeremiah Rusk (1830–1893)                 | 4 maart 1889     | 4 maart 1893     | R          |
| 38      |            | Minister van Posterijen               | John Wanamaker                | John Wanamaker (1838–1922)                | 4 maart 1889     | 4 maart 1893     | R          |

Washington ·
J. Adams ·
Jefferson ·
Madison ·
Monroe ·
J.Q. Adams ·
Jackson ·
Van Buren ·
W.H. Harrison ·
Tyler ·
Polk ·
Taylor ·
Fillmore ·
Pierce ·
Buchanan ·
Lincoln ·
A. Johnson ·
Grant ·
Hayes ·
Garfield ·
Arthur ·
Cleveland I ·
B. Harrison ·
Cleveland II ·
McKinley ·
T. Roosevelt ·
Taft ·
Wilson ·
Harding ·
Coolidge ·
Hoover ·
F.D. Roosevelt ·
Truman ·
Eisenhower ·
Kennedy ·
L.B. Johnson ·
Nixon ·
Ford ·
Carter ·
Reagan ·
G.H.W. Bush ·
Clinton ·
G.W. Bush ·
Obama ·
Trump I ·
Biden ·
Trump II